# Louis Weck
Pour les articles homonymes, voir Louis de Weck et Weck.
Louis Weck ou Louis de Weck est un homme politique suisse, né le 18 mai 1867 au château de Villars-sur-Marly (de) (commune de Pierrafortscha, canton de Fribourg) où il est mort le 8 mars 1916.
Il a été député au Grand Conseil et conseiller d’État dans le canton de Fribourg, classé comme conservateur.

## Biographie

### Origines et famille
Louis Weck naît en 1867 dans la propriété familiale du château de Villars-sur-Marly (de) (commune de Pierrafortscha, canton de Fribourg), de François Weck — député au Grand Conseil et syndic de Pierrafortscha — et de Pauline Surbeck.
Sa famille est de religion catholique, originaire de Fribourg, Bösingen et Pierrafortscha.
Son grand-père Rodolphe Weck avait siégé au Conseil d’État de 1857 au 1861.
Louis Weck s’est marié à Blanche de Boccard, fille de Raymond de Boccard, député au Grand Conseil comme François Weck, le père de Louis.

### Formation
Louis Weck, après avoir été élève au collège Saint-Michel, est étudiant en droit en Allemagne à l’université de Fribourg-en-Brisgau du grand-duché de Bade puis, de retour en Suisse, dans la toute nouvelle faculté de droit de l’université de Fribourg.

### Obligations militaires
Au cours de sa vie de citoyen mobilisable, Louis Weck a été capitaine au bataillon 16, puis major dans l’unité de commandement du bataillon 106 de la Landwehr.

### Carrière

#### Préfecture de la Gruyère
Sa formation de juriste achevée, Louis Weck dirige, de 1893 à 1898, la préfecture de la Gruyère.

#### Tribunal de la Singine
Puis de 1898 à 1900, il est président du tribunal de la Singine.

#### Député au Grand Conseil du canton de Fribourg
Par ailleurs, le 30 octobre 1898, il est élu au Grand Conseil du canton de Fribourg par les électeurs du cercle de la Singine, succédant à Paul Aeby (de) récemment décédé.

#### Au Conseil d’État du canton de Fribourg
Le 2 juin 1900, en remplacement de Henri Schaller qui vient de mourir, Louis Weck est élu au Conseil d’État pour diriger la police, qu’il s’attache à moderniser. Il profite en 1906 du départ en retraite de Charles de Weck pour prendre la tête de la justice au Conseil d’État.
Puis en 1909, l’année de ses 42 ans, il est appelé à la présidence du Conseil d’État du canton : il s’applique alors à adapter la loi cantonale pour intégrer les dispositions du nouveau Code civil suisse, que le Parlement fédéral de Berne avait adopté deux ans plus tôt.
Mais en 1911, Louis Weck, diminué par la maladie, consent à contrecœur à demander une mise en congé alors que son projet de loi est toujours débattu au Grand Conseil du canton. Il finit par quitter irrévocablement le Conseil d’État en novembre 1912, mais vient encore siéger au Grand Conseil tant qu’il n’en est pas physiquement empêché.

### Mort
Alors qu’il est âgé de 48 ans, la maladie finit par emporter Louis Weck en 1916, dans sa propriété familiale du château de Villars-sur-Marly.